# Futbol'nyj Klub Rubin Kazan' 2016-2017
Questa voce raccoglie le informazioni riguardanti il Futbol'nyj Klub Rubin Kazan' nelle competizioni ufficiali della stagione 2016-2017.

## Stagione
Nella stagione 2016-2017 il FK Rubin Kazan' ha disputato la Prem'er-Liga, massima serie del campionato russo di calcio, terminando il torneo al nono posto con 38 punti conquistati in 30 giornate, frutto di 10 vittorie, 8 pareggi e 12 sconfitte. Nella Coppa di Russia è sceso in campo a partire dai sedicesimi finale, raggiungendo le semifinali dove è stato eliminato dall'Ural.

## Rosa
| N. |                    | Ruolo | Calciatore            |
| -- | ------------------ | ----- | --------------------- |
| 1  | Russia (bandiera)  | P     | Sergej Ryžikov        |
| 2  | Russia (bandiera)  | D     | Oleg Kuz'min          |
| 3  | Russia (bandiera)  | D     | Elmir Nabiullin       |
| 4  | Francia (bandiera) | C     | Yann M'Vila           |
| 5  | Georgia (bandiera) | D     | Solomon Kvirkvelia    |
| 6  | Spagna (bandiera)  | D     | Sergio Sánchez        |
| 7  | Russia (bandiera)  | A     | Igor' Portnjagin      |
| 8  | Camerun (bandiera) | C     | Alexandre Song        |
| 9  | Russia (bandiera)  | A     | Maksim Kanunnikov     |
| 10 | Belgio (bandiera)  | C     | Maxime Lestienne      |
| 11 | Ucraina (bandiera) | A     | Marko Dević           |
| 13 | Svezia (bandiera)  | D     | Emil Bergström        |
| 14 | Russia (bandiera)  | C     | Dinijar Biljaletdinov |
| 16 | Russia (bandiera)  | P     | Timur Akmurzin        |
| 20 | Croazia (bandiera) | C     | Mijo Caktaš           |
| 21 | Spagna (bandiera)  | C     | Rubén Rochina         |
| 22 | Brasile (bandiera) | A     | Jonathas              |

| N. |                     | Ruolo | Calciatore         |
| -- | ------------------- | ----- | ------------------ |
| 23 | Svizzera (bandiera) | D     | Moritz Bauer       |
| 25 | Perù (bandiera)     | D     | Carlos Zambrano    |
| 27 | Russia (bandiera)   | C     | Magomed Ozdoev     |
| 31 | Russia (bandiera)   | C     | Denis Tkačuk       |
| 39 | Russia (bandiera)   | A     | Vladimir Djadjun   |
| 49 | Russia (bandiera)   | D     | Vitalij Ustinov    |
| 61 | Turchia (bandiera)  | C     | Gökdeniz Karadeniz |
| 63 | Russia (bandiera)   | C     | Ališer Džalilov    |
| 70 | Russia (bandiera)   | C     | Georgij Machatadze |
| 77 | Spagna (bandiera)   | C     | Samuel Sánchez     |
| 80 | Russia (bandiera)   | C     | Vladislav Kulik    |
| 85 | Russia (bandiera)   | C     | Ilzat Akhmetov     |
| 88 | Russia (bandiera)   | C     | Ruslan Kambolov    |
| 90 | Russia (bandiera)   | D     | Taras Burlak       |
| 91 | Russia (bandiera)   | P     | Jurij Nesterenko   |
| 96 | Russia (bandiera)   | A     | Rifat Žemaletdinov |

## Risultati

### Prem'er-Liga
| Kazan' 1º agosto 2016 1ª giornata | Rubin | 0 – 0 referto | Amkar Perm' | Stadio Centrale |

| Tula 6 agosto 2016 2ª giornata | Arsenal Tula | 1 – 0 referto | Rubin | Stadio Arsenal |

| Kazan' 13 agosto 2016 3ª giornata | Rubin | 1 – 1 referto | Spartak Mosca | Stadio Centrale |

| Kazan' 19 agosto 2016 4ª giornata | Rubin | 1 – 2 referto | Anži | Stadio Centrale |

| Orenburg 27 agosto 2016 5ª giornata | Gazovik Orenburg | 1 – 1 referto | Rubin | Stadio Gazovik |

| Kazan' 12 settembre 2016 6ª giornata | Rubin | 3 – 1 referto | Ural | Stadio Centrale |

| San Pietroburgo 19 settembre 2016 7ª giornata | Zenit San Pietroburgo | 4 – 1 referto | Rubin | Stadio Petrovskij |

| Kazan' 26 settembre 2016 8ª giornata | Rubin | 2 – 1 referto | Tom' Tomsk | Stadio Centrale |

| Krasnodar 2 ottobre 2016 9ª giornata | Krasnodar | 1 – 0 referto | Rubin | Stadio Kuban' |

| Kazan' 15 ottobre 2016 10ª giornata | Rubin | 3 – 0 referto | Kryl'ja Sovetov Samara | Kazan Arena |

| Groznyj 22 ottobre 2016 11ª giornata | Terek Groznyj | 3 – 1 referto | Rubin | Achmat-Arena |

| Kazan' 31 ottobre 2016 12ª giornata | Rubin | 2 – 0 referto | Lokomotiv Mosca | Kazan Arena |

| Ufa 5 novembre 2016 13ª giornata | Ufa | 2 – 3 referto | Rubin | Neftyanik Stadium |

| Kazan' 18 novembre 2016 14ª giornata | Rubin | 0 – 0 referto | Rostov | Kazan Arena |

| Mosca 26 novembre 2016 15ª giornata | CSKA Mosca | 0 – 0 referto | Rubin | Arena CSKA |

| Kazan' 30 novembre 2016 16ª giornata | Rubin | 1 – 0 referto | Arsenal Tula | Kazan Arena |

| Mosca 5 dicembre 2016 17ª giornata | Spartak Mosca | 2 – 1 referto | Rubin | Otkrytie Arena |

| Kaspijsk 6 marzo 2017 18ª giornata | Anži | 0 – 1 referto | Rubin | Anži-Arena |

| Kazan' 11 marzo 2017 19ª giornata | Rubin | 0 – 0 referto | Gazovik Orenburg | Stadio Centrale |

| Ekaterinburg 18 marzo 2017 20ª giornata | Ural | 1 – 0 referto | Rubin | SKB-Bank Arena |

| Kazan' 2 aprile 2017 21ª giornata | Rubin | 0 – 2 referto | Zenit San Pietroburgo | Kazan Arena |

| Tomsk 10 aprile 2017 22ª giornata | Tom' Tomsk | 2 – 2 referto | Rubin | Trud Stadium |

| Kazan' 15 aprile 2017 23ª giornata | Rubin | 0 – 1 referto | Krasnodar | Kazan Arena |

| Samara 23 aprile 2017 24ª giornata | Kryl'ja Sovetov Samara | 0 – 0 referto | Rubin | Stadio Metallurg (Samara) |

| Kazan' 26 aprile 2017 25ª giornata | Rubin | 0 – 1 referto | Terek Groznyj | Kazan Arena |

| Mosca 29 aprile 2017 26ª giornata | Lokomotiv Mosca | 0 – 1 referto | Rubin | Stadio Lokomotiv |

| Kazan' 7 maggio 2017 27ª giornata | Rubin | 2 – 1 referto | Ufa | Kazan Arena |

| Rostov sul Don 14 maggio 2017 28ª giornata | Rostov | 4 – 2 referto | Rubin | Stadio Olimp-2 |

| Kazan' 17 maggio 2017 29ª giornata | Rubin | 0 – 2 referto | CSKA Mosca | Kazan Arena |

| Perm' 21 maggio 2017 30ª giornata | Amkar Perm' | 1 – 2 referto | Rubin | Stadio Zvezda |

### Kubok Rossii
| Čita 22 settembre 2016 Sedicesimi di finale | Čita | 0 – 1 referto | Rubin | Stadio Lokomotiv |

| Kazan' 26 ottobre 2016 Ottavi di finale | Rubin | 1 – 0 (d.t.s.) referto | SKA-Chabarovsk | Kazan Arena |

| Kazan' 1º marzo 2017 Quarti di finale | Rubin | 1 – 0 referto | Sibir' | Stadio Centrale |

| Ekaterinburg 6 aprile 2017 Semifinale | Ural | 2 – 1 referto | Rubin | SKB-Bank Arena |

## Statistiche

### Statistiche di squadra
| Competizione | Punti | In casa | In casa | In casa | In casa | In casa | In casa | In trasferta | In trasferta | In trasferta | In trasferta | In trasferta | In trasferta | Totale | Totale | Totale | Totale | Totale | Totale | DR |
| Competizione | Punti | G       | V       | N       | P       | Gf      | Gs      | G            | V            | N            | P            | Gf           | Gs           | G      | V      | N      | P      | Gf     | Gs     | DR |
| ------------ | ----- | ------- | ------- | ------- | ------- | ------- | ------- | ------------ | ------------ | ------------ | ------------ | ------------ | ------------ | ------ | ------ | ------ | ------ | ------ | ------ | -- |
| Prem'er-Liga | 38    | 15      | 6       | 4       | 5       | 15      | 12      | 15           | 4            | 4            | 7            | 15           | 22           | 30     | 10     | 8      | 12     | 30     | 34     | -4 |
| Kubok Rossii | -     | 2       | 2       | 0       | 0       | 2       | 0       | 2            | 1            | 0            | 1            | 2            | 2            | 4      | 3      | 0      | 1      | 4      | 2      | +2 |
| Totale       | -     | 17      | 8       | 4       | 5       | 17      | 12      | 17           | 5            | 4            | 8            | 17           | 24           | 34     | 13     | 8      | 13     | 34     | 36     | -2 |